# Hollenstedt
Hollenstedt is een gemeente in de Duitse deelstaat Nedersaksen. De gemeente maakt deel uit van de Samtgemeinde Hollenstedt in het Landkreis Harburg, en is daarvan de bestuurszetel. Hollenstedt telt 3.805 inwoners.

## Samenstelling van de gemeente
Hollenstedt is de grootste van de 7 deelgemeentes van de Samtgemeinde.
Tot de gemeente Hollenstedt in engere zin behoren, naast het hoofddorp Hollenstedt, de dorpjes en gehuchten Emmen (N: ten noorden van Hollenstedt-dorp), Ochtmannsbruch (Z; met daaronder ressorterend Ochtmannsbruch-Siedlung), Staersbeck (NW) en Wohlesbostel (NW).

## Verkeer, vervoer, economie
Bij Hollenstedt bevindt zich afrit 45 van de Autobahn A1. Van Hollenstedt liep in het verleden een spoorlijntje in noordwestelijke richting naar Harsefeld. In 1968 werd het reizigersverkeer, en in 2006 het goederenvervoer op deze lijn gestaakt; het spoorlijntje is daarna verwijderd. Zie verder Samtgemeinde Hollenstedt.
Aan de zuidwestrand van Hollenstedt, bij de A1, ligt een bedrijventerrein, waar een logistiek centrum met koelcellen van het in Schortens gevestigde Nordfrost is gevestigd, en verder lokaal midden- en kleinbedrijf.

## Historische bijzonderheden
Anderhalve kilometer ten zuiden van Hollenstedt bevinden zich aan de westoever van de Este restanten van een ringwal uit de 9e eeuw. Wie dit verdedigingswerk heeft gebouwd, is onduidelijk. De populaire toeschrijving aan Karel de Grote en zijn mannen, uit 804, is waarschijnlijk niet juist. Het geheel is in 1980 door medewerkers van het Archeologische Museum Hamburg ten dele gereconstrueerd.
Te Hollenstedt liggen de beroemde, in 2005 in het naburige Wenzendorf overleden bokser Max Schmeling en zijn Tsjechische echtgenote Anny Ondra begraven. Bij de sporthal van het dorp staat een monument voor hen.

## Bezienswaardigheden, toerisme
In Hollenstedt staat een bezienswaardig, evangelisch-luthers kerkje, de Andreaskerk. Het is in de 18e eeuw in barokstijl gebouwd.
Op de Este, een 62 km lang zijriviertje van de Elbe, dat door Hollenstedt stroomt, kan men kanotochtjes ondernemen. Dat geldt ook voor enkele van haar zijbeken.

## Afbeeldingen

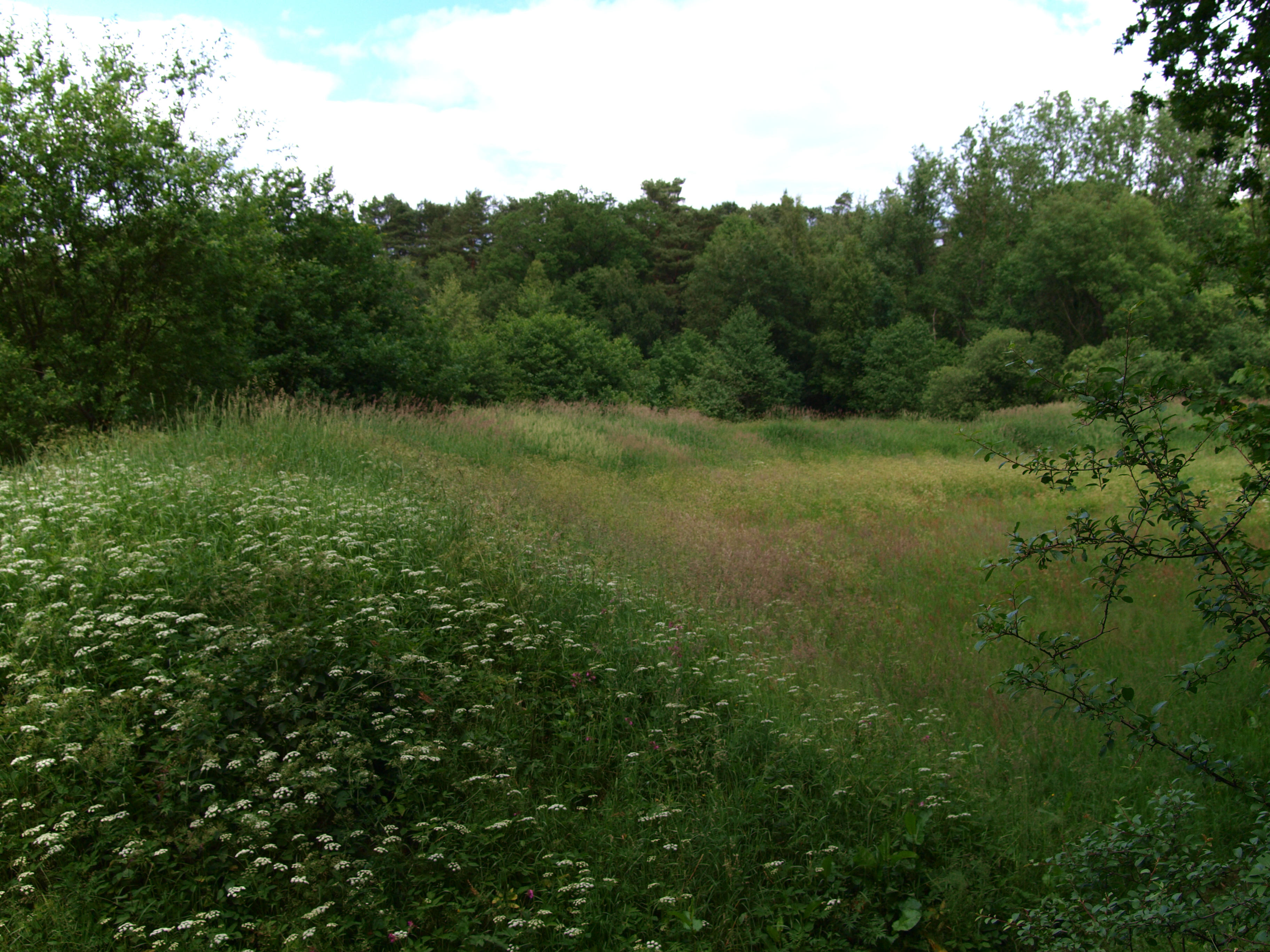
Verhoogde wal, eens de ringwal bij Hollenstedt
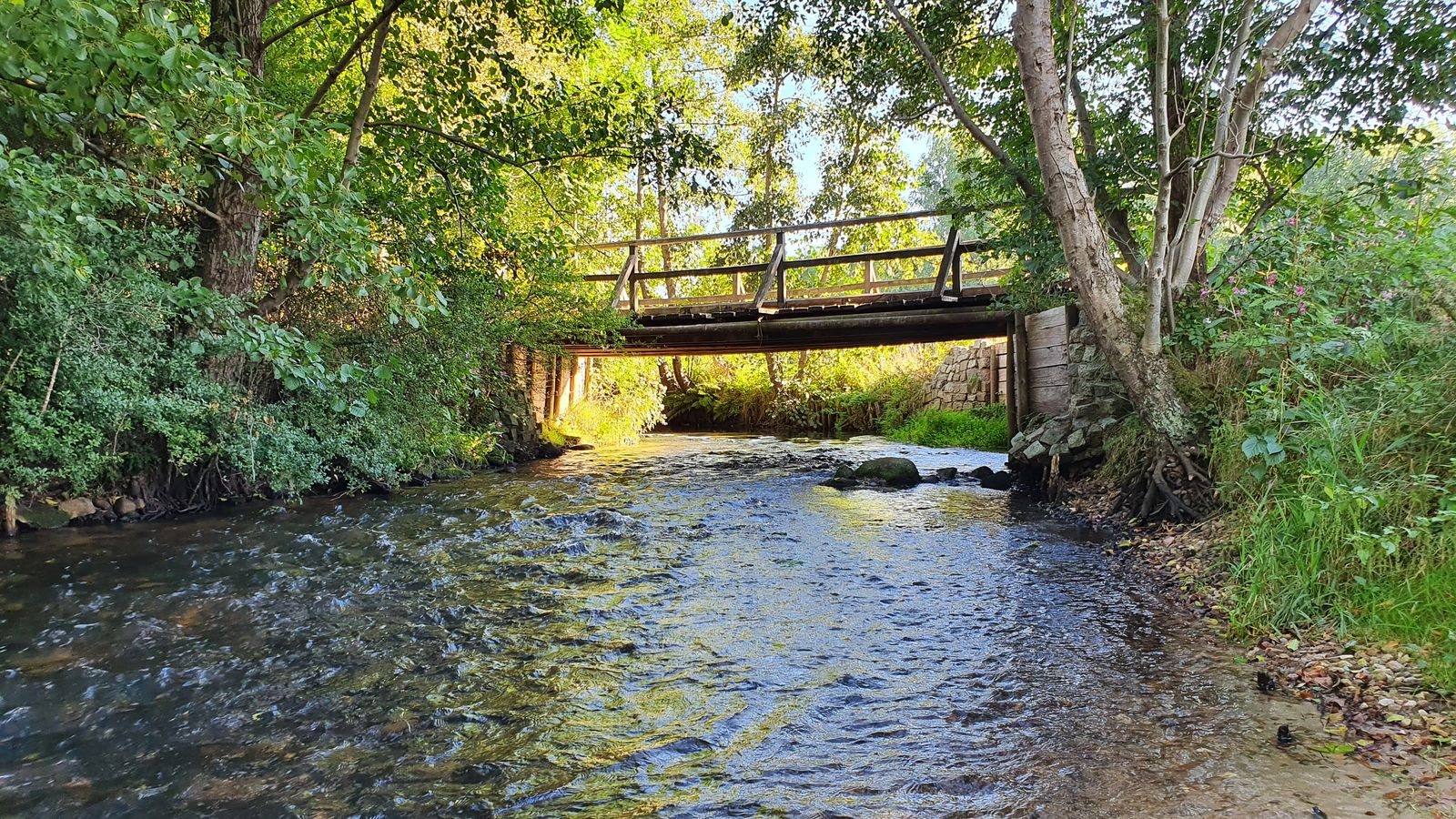
De rivier Este bij Hollenstedt
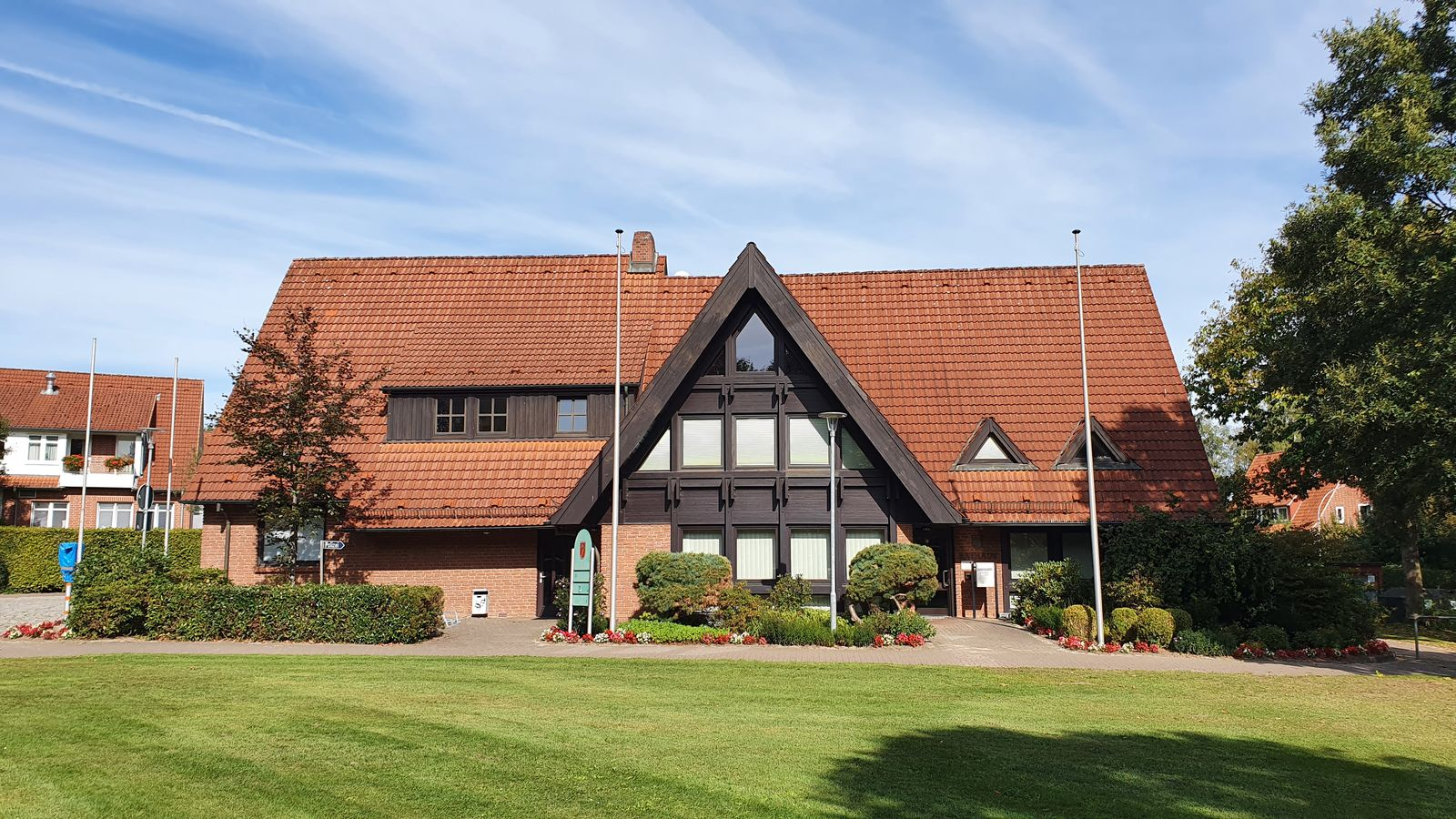
Gemeentehuis gemeente Hollenstedt annex politiebureau
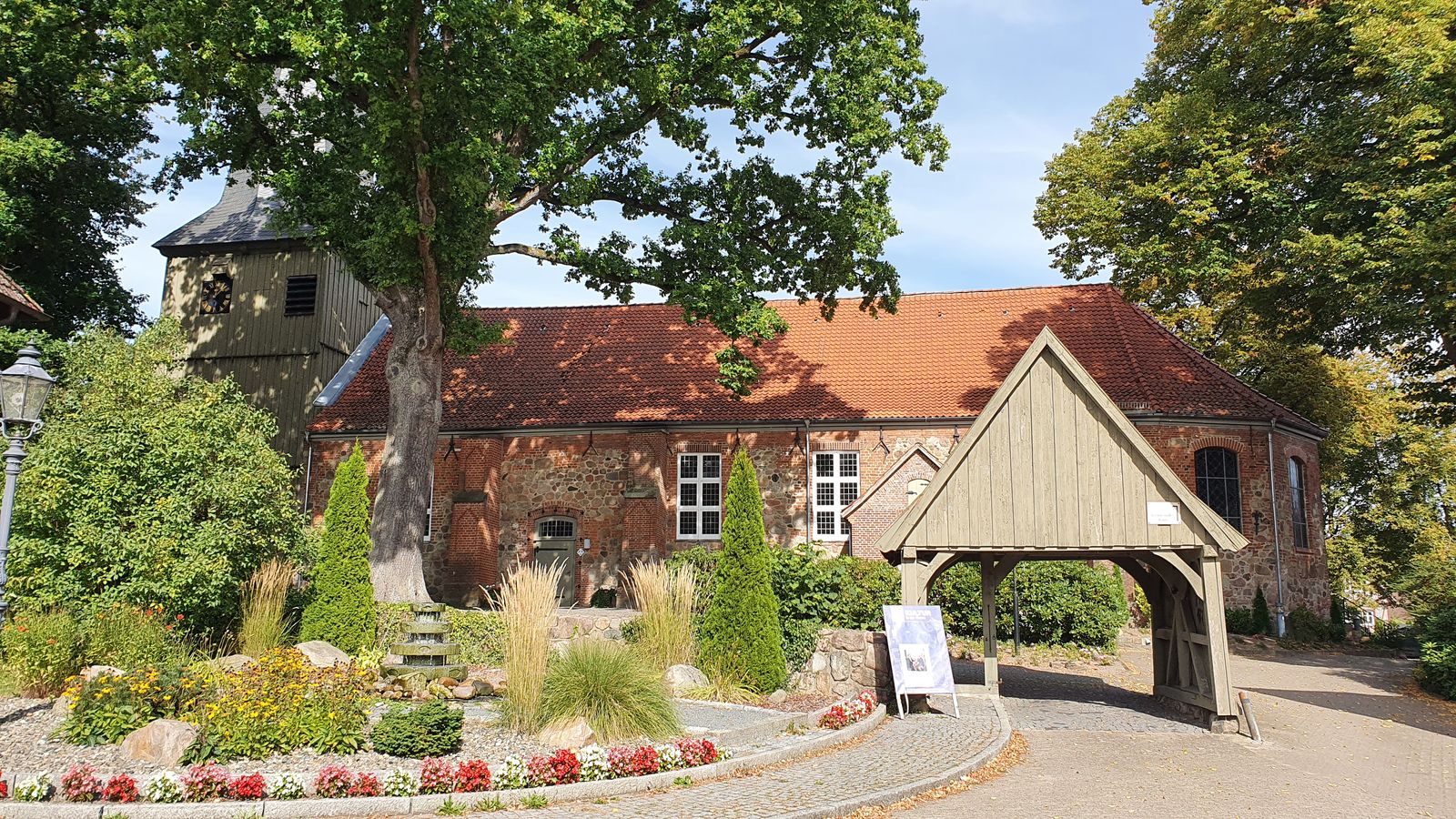
Andreaskerk, Hollenstedt
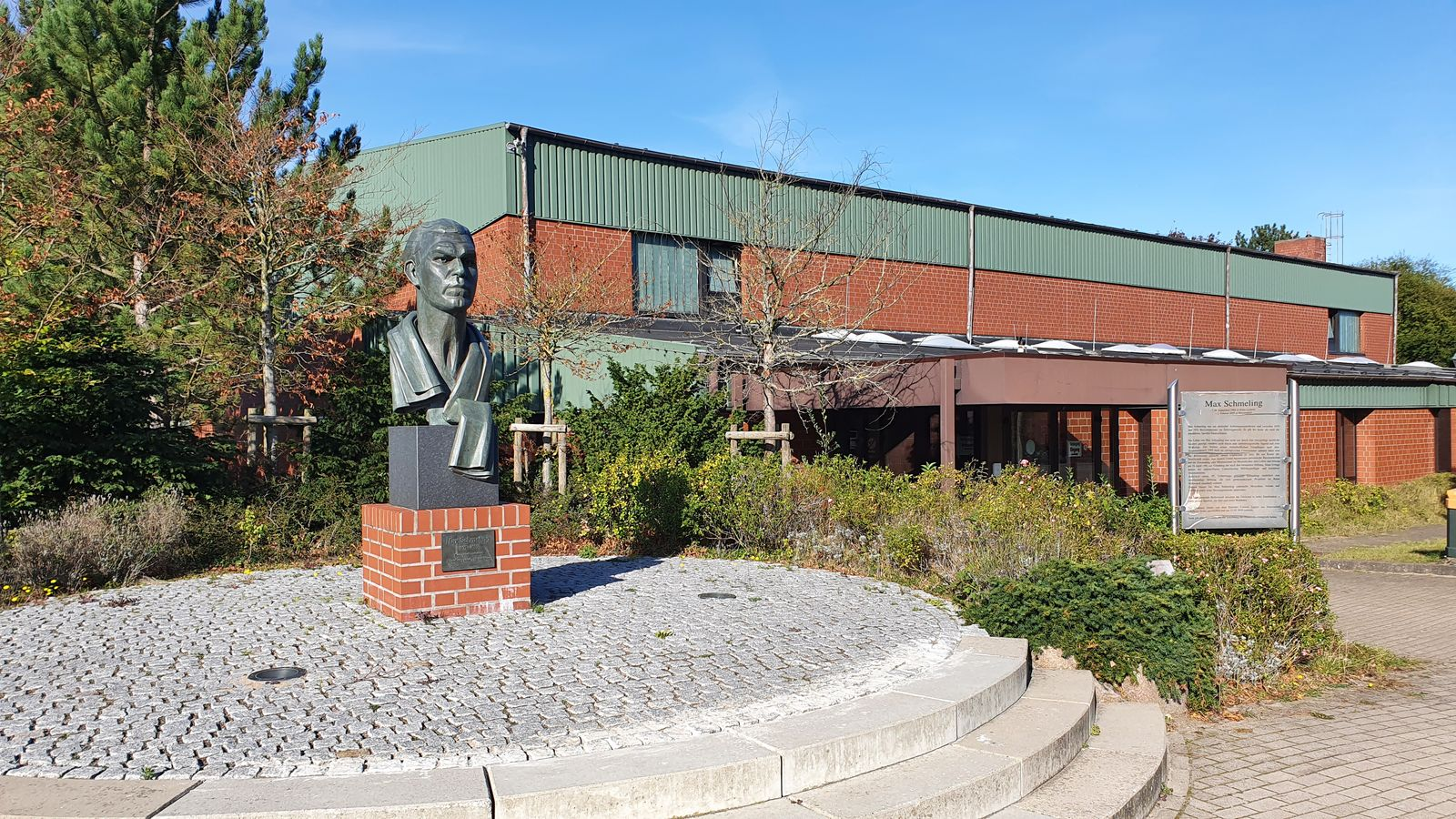
Gedenkteken Max Schmeling
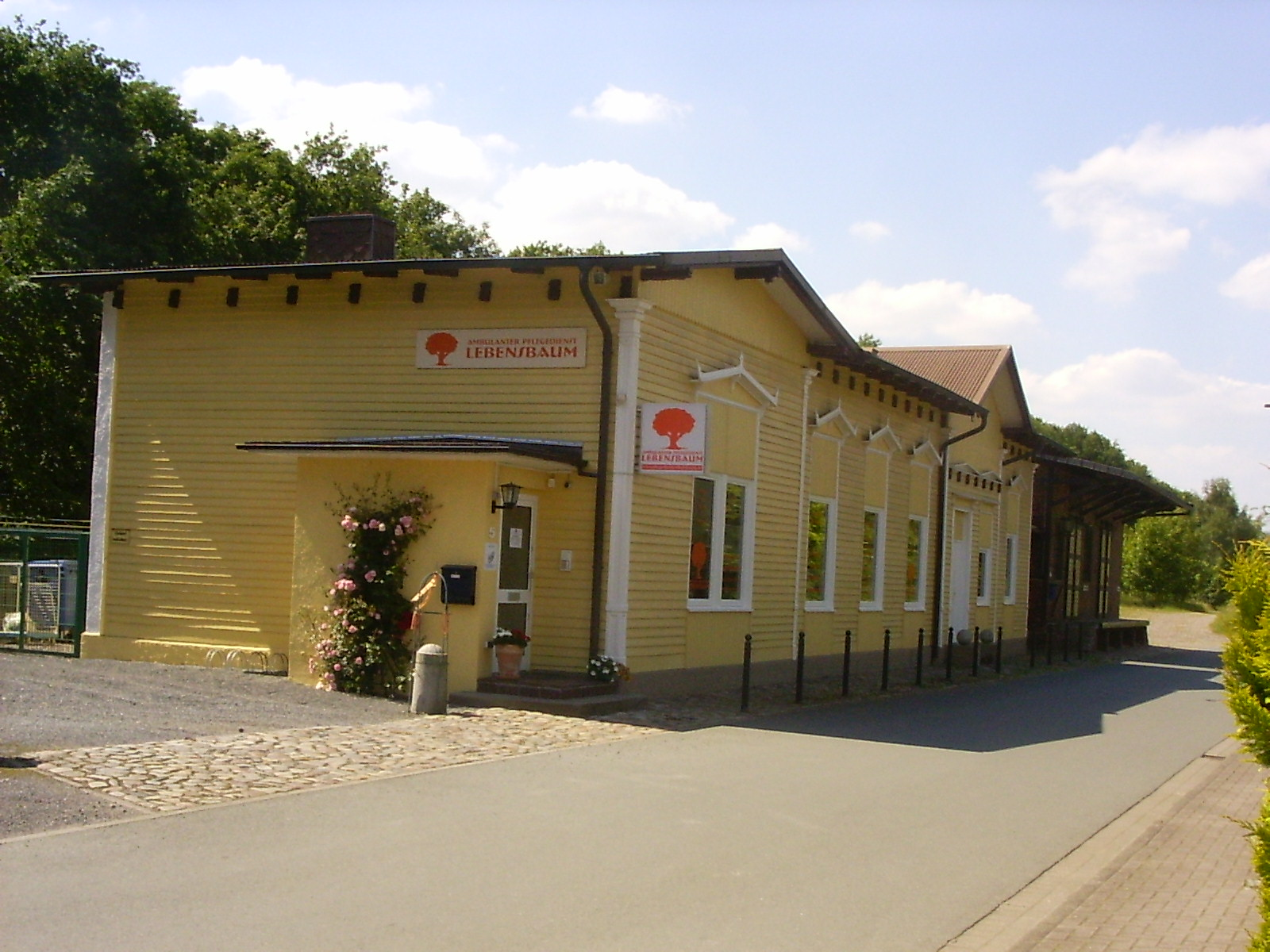
Voormalig station (bemiddelingsbureau verpleging e.d.)